# 秦观
秦观（1049年—1100年9月17日），字太虚，改字少游，号邗沟居士、淮海先生，扬州高邮（今江苏高邮）人，北宋文人。
秦观为苏轼门人。三十七岁中进士。四十二岁进京供职，官至國史院編修、宣德郎，与同列史馆的黃庭堅、张耒、晁补之并称“苏门四学士”。四十六岁因新舊黨爭而遭谪放，历贬杭州（今浙江杭州）、處州（今浙江丽水）、郴州（今湖南郴州）、横州（今广西横州）、雷州（今广东雷州）。五十二岁于北归途中死于藤州（今广西藤县）。
秦观书、文、诗、词兼长，尤以词作确立在中国文学史上的地位。秦观的词作，感受柔婉纤细，基调凄凉哀伤，表达含蓄幽远，用语轻淡晓畅，被认为是婉約詞艺术特色的典型体现，对周邦彦、李清照等词人有着深刻影响。

## 生平

秦观手书《摩詰輞川圖跋》

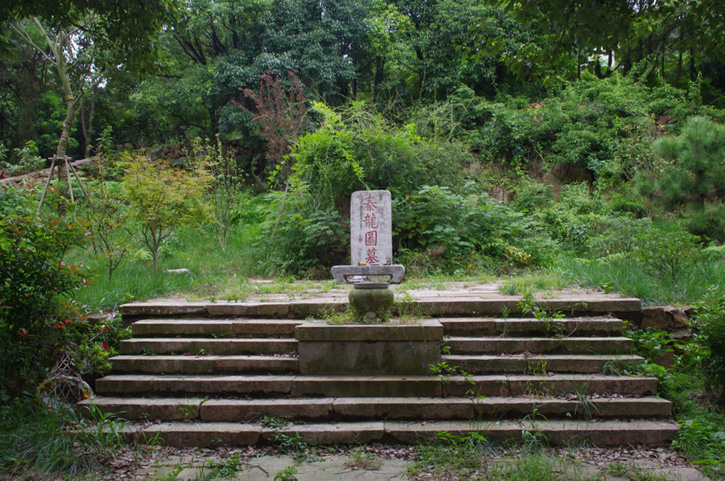
无锡惠山秦观墓

秦观家族早先世居江南，后迁至扬州高邮（今江苏高邮）。北宋皇祐元年（1049年），秦观祖父赴南康（今江西庐山）任官，行经江州（今江西九江），秦观即出生于此。五岁返高邮。秦观父亲游学太学，对王觀极为钦佩，归乡后以其名字为儿子命名。
秦观青年时期志强气盛，意图攻略辽、夏；又与孫覺、道潜等文人交好。元丰元年（1078年），举进士不中，归乡作掩关铭。同年在徐州（今江苏徐州）谒见苏轼，作黄楼赋，苏轼评价其有屈原、宋玉风采。五年（1082年），应礼部试不中。七年（1084年），苏轼途经江宁（今江苏南京），拜访王安石，向其举荐秦观诗文，王安石读后手不释卷。
元丰八年（1085年），登进士第。先任定海（今浙江宁波）主簿，未赴任；又任蔡州（今河南汝南）教授，奉母赴任。同年改字少游，取自东汉马少游。元祐五年（1090年），因前宰相范纯仁推荐，秦观得以为京官，任太学博士，供职秘书省。六年（1091年），迁秘书省正字，但遭洛党賈易攻击，次月即罢还原职。八年（1093年），复为正字，又迁國史院編修，授左宣德郎。当时秦观与黃庭堅、张耒、晁补之都在史馆任职，时人并称“苏门四学士”。
紹聖元年（1094年），哲宗亲政，打击舊黨。秦觀因是苏轼门人，也遭牵连，出为杭州（今浙江杭州）通判，在途中再貶監處州（今浙江丽水）酒稅。绍圣三年（1096年），因请假去抄写佛书，遭削职，谪放郴州（今湖南郴州）。绍圣四年（1097年），徙横州（今广西横州）。元符二年（1099年），又徙雷州（今广东雷州），与被贬瓊州（今海南）的苏轼隔海相望，常通书信。
元符三年（1100年），哲宗去世，徽宗即位，向太后臨朝，令遭贬谪的旧臣内迁。六月，秦观与诏移廉州（今广西合浦）的苏轼在雷州相会。不久后，官复宣德郎。八月十二，于北归途中，在藤州（今广西藤县）游光華亭時去世。
死后，子秦湛停柩于潭州（今湖南长沙）。崇宁元年（1102年），朝廷立元祐黨籍碑，内有秦观。次年诏毁苏轼、秦观等人文集。崇宁四年（1105年），诏除党禁。秦湛归葬秦观父亲于扬州。政和年间，迁葬无锡（今江苏无锡）惠山。南宋建炎四年（1130年），追赠直龍圖閣。

## 著作
北宋时，秦观诗文结集为《淮海集》三十卷，后加入其生前早年编订的《淮海闲居集》，合为四十卷。后又搜集遗漏之作，编为六卷《淮海集后集》。南宋时，又将其词作编为三卷《淮海长短句》。现存最早的《淮海集》为南宋乾道年间高邮军刻本，即为四十九卷，为历代主流刊本。今人徐培均整理秦观作品，由上海古籍出版社出版《淮海居士长短句》、《淮海集笺注》，统计得秦观存诗430余首，词110余首，辞赋10篇，散文250余篇。其涉猎内容广泛，除一般诗词文章外，还包括书论著作法帖通解，中国现存最早的完整蚕桑著作蚕书等。

## 艺术成就
秦觀书、文、诗、词兼长。其书法获苏轼称赞“有东晋风味”。其策论文章犀利，明人张綖评价“与贾谊、陸贄争长”。其诗风纤丽，王安石侄婿叶涛认为其“清新妩丽，与鲍、谢似之”，金人元好问则称之为“女郎诗”。而其最艺术成就最高的是词作，明人王世贞称：“少游词胜书，书胜文，文胜诗。”
秦观在词史上拥有非常高的地位。中国古代文人认为，诗与词两种文體特质不同，“诗庄词媚”。在词于苏轼手上发展到诗化的高峰之后，秦观婉约纤柔、与词文体尤为契合的风格，使词重新回归了词文体的本色。时人陳師道称“今代词手唯秦七、黄九尔”，晁补之认为“近世以来作者皆不及秦少游”。后人紀昀论秦词“在苏、黄之上”。甚至有词学家给予他更高的评价，如張宗橚称“议者谓前无论而后无继”，李调元称赞秦词“首首珠玑，为宋一代词人之冠”。
秦观词作半数为爱情题材。其中有少量俚俗、情色的艳词，风格与柳永相似；而多数重点写细致的情感，王国维评价“永叔、少游虽作艳语，终有品格”。秦观亦受苏轼用词抒情写志的影响，在情词中融入因怀才不遇、仕途挫折而产生的忧郁凄楚，即周济所说“将身世之感打并入艳情”。后半生在羁旅之中，书写了许多表现贬谪心情的词作。此外还有一些怀古纪游、纪梦抒情之作。
秦观词作是婉约词艺术特色的典型体现。他对事物和情感都有着柔婉纤细的感受，敏锐而容易被打动，馮煦评价称秦词“词心也”，不同于他人“词才也”。秦词在柔婉中又怀有凄凉哀伤之情，冯煦将其和晏几道并称为“真古之伤心人也”，王国维称“少游词境最为凄婉”。秦观擅长描绘意境，刻画细节，情景相配，从而含蓄、幽远地传达情感，陳廷焯称其“义蕴言中、韵流弦外”。秦词的语言轻淡、晓畅、凝练，冯煦评价其“淡语皆有味、浅语皆有致”，董士锡称其“平易近人”。秦观亦通音乐，词作合律。另一方面，也有人批评秦词过于柔弱，如胡仔认为：“少游词虽婉美，然格力失之弱。”
秦观糅合了前代词人的长处，将五代小令的韵味深长与柳永长调的长于铺叙相补充，将苏轼的豪迈与欧阳修、晏几道的柔媚相调和。秦词亦对后代词人产生了深刻影响。陳廷焯指出“秦少游……近开美成”，“李易安词……其源自淮海、大晟来”。袁行霈主编《中国文学史》认为“周邦彦得其丽……李清照则得其清”。其细密之特色，亦远开南宋格律词派之先河。

## 家庭和私生活
秦观十九岁时娶高邮富商之女徐文美为妻。秦观有一子秦湛，曾通判常州（今江苏常州）并定居，遂迁秦观墓于惠山。今日无锡、常州、苏州、嘉定秦氏多为其后裔，其中尤以无锡锡山秦氏为望族。秦观女儿姓名不详，嫁范祖禹之子范温。
宋人張邦基《墨庄漫录》记载，秦观在京师时，曾纳边朝华为妾，后为修真而遣朝华。朝华不愿改嫁，秦观于是再纳之。出放杭州后，又再遣朝华。
南宋钟将之作传奇义娼传，讲述秦观谪放经过长沙时，遇到一位极其仰慕自己的歌妓。歌妓自秦观走后便闭门谢客，一日在梦中遇到秦观来告别，醒来得知其死讯，于是前往藤州吊唁，悲恸而绝。此事收入《夷坚志》。元杂剧《王妙妙死哭秦少游》可能即演此事。
南宋《东坡问答录》称秦观为苏轼妹夫，娶才女苏小妹。明《醒世恒言》收录“苏小妹三难新郎”故事，广为流传。据考证，历史上并无苏小妹此人。

## 推荐阅读
- . 上海: 上海古籍出版社. 2016. ISBN 9787532648368.
- 徐培均. . 北京: 中华书局. 2002. ISBN 7-101-02637-0.